# Dioclea hexandra
Dioclea hexandra är en ärtväxtart som först beskrevs av Thomas Shearman Ralph, och fick sitt nu gällande namn av David John Mabberley. Dioclea hexandra ingår i släktet Dioclea och familjen ärtväxter. Inga underarter finns listade i Catalogue of Life.